# Wulf Steinmann
Wulf Steinmann (* 12. Juli 1930 in Essen; † 3. Januar 2019 in München) war ein deutscher Physiker und Rektor der Ludwig-Maximilians-Universität München.

## Leben
Wulf Steinmann studierte von 1951 bis 1956 Physik an der LMU München, unter anderem bei Walter Rollwagen und Werner  Heisenberg. 1961 wurde er mit einer Arbeit über die Strahlung von Plasmaschwingungen an der Ludwig-Maximilians-Universität München (LMU) zum Dr. rer. nat. promoviert. 1966 habilitierte er sich in München mit einer Schrift über den Zerfall von Plasmonen. An der University of Southern California in Los Angeles und am Deutschen Elektronen-Synchrotron (DESY) in Hamburg war er in Forschungsprojekte involviert. Von 1966 bis 1968 übernahm Steinmann die Leitung der Abteilung Oberflächenphysik am Europäischen Weltraumforschungs- und Technologiezentrum (ESTEC) in Noordwijk, Niederlande.
1973 erhielt er einen Ruf auf den Lehrstuhl für Physik an der LMU München mit dem Forschungsschwerpunkt Festkörper- und Oberflächenphysik, insbesondere Photoelektronenspektroskopie mit Synchrotronstrahlung. Von 1973 bis 1978 war er stellvertretender Rektor bzw. Vizepräsident. Von 1978 bis 1982 war er zudem Direktor des Bayerischen Staatsinstituts für Hochschulforschung und Hochschulplanung in München. Als Nachfolger von Nikolaus Lobkowicz war er vom 1. Mai 1982 bis 1990 Rektor und nach Einführung der Rektoratsverfassung bis zu seinem Ruhestand zum 30. September 1994 Präsident der LMU. Ihm folgte am 14. November 1994 im Rektorenamt Andreas Heldrich. Steinmann baute in seiner zwölfjährigen Rektoratszeit den Fachbereich Informatik auf, initiierte die Gründung eines Japanzentrum und Einrichtung des Faches Orthodoxe Theologie an der LMU. Er baute den Standort der LMU in der  Ludwigstraße in der Münchner Innenstadt aus sowie engagierte sich für verschiedenste Ansiedlungen der Hochschule im Stadtgebiet von München und darüber hinaus, wie die Ansiedlungen der Forstwissenschaftlichen Fakultät in Weihenstephan, die Tiermedizinische Fakultät in Oberschleißheim und Neubau der Fakultät für Chemie und Pharmazie mit einem Zentrum der Gen- und Biotechnologie in München-Großhadern in der Nähe des Klinikum Großhadern, der Forschungseinrichtungen der GSF und des Max-Planck-Instituts für Biochemie.
Steinmann war Mitglied der Hanns-Seidel-Stiftung, zudem des Wissenschaftlichen Rats der Katholischen Akademie Bayern sowie der Europäischen Akademie der Wissenschaften und Künste. Er war ein Enkel von Gustav Steinmann und Adelheid Holtzmann.
Steinmann war verheiratet; aus der Ehe stammen drei Kinder.

## Ehrungen und Auszeichnungen
- 1983: Ehrenmitglied der Katholischen Deutschen Studentenverbindung Aenania München im CV
- 1987: Verdienstkreuz am Bande des Verdienstordens der Bundesrepublik Deutschland
- 1991: Bayerischer Verdienstorden
- 1994: Verdienstkreuz des Verdienstordens der Bundesrepublik Deutschland
- Bayerische Verfassungsmedaille in Silber